# Gare de Walthamstow Queen's Road
La gare de Walthamstow Queen's Road (en anglais : Walthamstow Queens Road Rail Station), est une gare ferroviaire de la Gospel Oak - Barking Line du réseau London Overground. Elle est située sur l'Edinburgh Road, à Walthamstow dans le (borough londonien de Waltham Forest.

## Histoire
La gare est mise en service le 9 juillet 1894 et renommée Walthamstow Queen's Road le 6 mai 1968.

## Service des voyageurs

### Accueil
L'accès principal de la gare est sur l'Edinburgh Road (contrairement à ce que son nom indique).

### Intermodalité
En correspondance avec la gare de Walthamstow Central et la station de métro de Walthamstow Central, par un parcours aménagé, accessible aux personnes en situation de handicap, permettant d'effectuer à pied les 300 mètres qui séparent les deux sites.